# 41-й истребительный авиационный полк ВВС ВМФ
41-й истребительный авиационный полк (ВВС ВМФ, затем 11-й А ПВО) — воинская часть военно-воздушных сил военно-морского флота СССР, принимавшая участие в боевых действиях Советско-японской войны.

## Наименования полка
За весь период своего существования полк наименования не менял — 41-й ИАП в/ч 26870. Менялась подчинённость полка в результате организационно-штатных мероприятий.

## История полка
10 марта 1943 года, на основании приказа НК ВМФ 0039 от 02.02.1943 г., в составе ВВС Северо-Тихоокеанской флотилии был сформирован 41-й отдельный истребительный авиационный полк по штату 030/156 (в/ч 26870) с дислокацией на аэродроме Постовая, вооружённый самолётами МиГ-3, И-15 и И-16. На основании приказа Ком. ТОФ 0018 от 11.03.1943 г. на формирование нового полка была обращена 3-я ИАЭ 42-го смешанного авиаполка ВВС СТОФ, дислоцировавшаяся в городе Советская Гавань на аэродроме Знаменское.
По состоянию на 1 января 1944 года в боевом составе полка имелось: 8/6 МиГ-3, 14/9 И-16 и 6/2 И-15бис, 2/2 УТИ-4, 2/1 У-2 и 35 лётчиков, из которых 17 были подготовлены к полётам ночью.
К весне 1945 года все старые машины были списаны, в полку имелось эскадрилья из 12 самолётов МиГ-3, которые к тому моменту были изношены и началась их замена на ЛаГГ-3, а затем и на Ла-7. На основании циркуляра НГМШ 01358 от 28.11.1944 года полк был переведён на штат 030/256.
К началу войны с Японией полк базировался на аэродроме Постовая, подчиняясь командиру бригады ПВО Северной Тихоокеанской флотилии. Это был один из немногих истребительных полков страны, на вооружении которого сохранились уже раритетные к 1945 году самолёты ЛаГГ-3. Все истребители МиГ-3 к апрелю были списаны по износу, Ла-7 были освоены не в полном объёме. Основной задачей полка было истребительное прикрытие объектов СТОФ и сопровождение бомбардировщиков.
Боевые действия 41-го ИАП.
С началом боевых действий против Японии самолёты полка выполняли истребительное прикрытие с воздуха объектов Северной Тихоокеанской флотилии в районе Советской Гавани. С 10 по 14 августа самолёты ЛаГГ-3 полка стали привлекаться для нанесения бомбоштурмовых ударов по объектам обороны противника в районе п. Эсуторо, Торо и Усиро. Для этого на самолёты подвешивались по две 50-кг бомбы. Всего было выполнено 54 самолёто-вылета. 16 и 17 августа самолёты полка привлекались для поддержки морского десанта в п. Торо, выполнив 30 самолёто-вылетов. 18 августа выполнялись вылеты на прикрытие Пе-2 55-го пикировочного полка при нанесении ими ударов по объектам противника на Южном Сахалине.
Всего за время боевых действий потерян один самолёт Ла-7 по небоевой причине (авария).
Послевоенная история.
При формировании Сахалинской военной флотилии на базе СТОФ с 05.10.1945 г. полк был выделен в её состав (приказ Ком. ТОФ 004 от 02.02.1946 г.). На основании приказа ГК ВМС 001/ов от 12.02.1947 г. с 01.05.1947 г. 41-й ОИАП был передан в состав ВВС 7 ВМФ. В начале 1950 г. полк был перевооружён на самолёты МиГ-15. Переучивание на новую авиатехнику происходило зимой 1950 г. на льду бухты рядом с аэродромом, для чего там была раскатана взлётно-посадочная полоса длиной 4000 м. Во второй половине 1952 года полк получил на вооружение истребители МиГ-17. Для перегонки новой авиатехники было выделено восемь лётчиков под командованием заместителя командира полка Героя Советского Союза подполковника Д. М. Татаренко. В три захода они перегнали из Комсомольска-на-Амуре на Постовую 24 самолёта МиГ-17.
В мае 1953 г. на основании приказа Ком. СТОФ № 001 от 06.05.1953 г. 41-й ИАП был включён в состав 15-й Смешанной авиадивизии ВВС СТОФ и подчинён её командиру. С 10.06.1953 г. на основании приказа МО СССР № 0054 от 23.04.1953 г. и директивы ГК ВМС 2/56288 от 25.04.1953 г. 41-й ИАП 15-й ИАД из ВВС 7 ВМФ был передан в состав 105-го авиационного корпуса ВВС ТОФ, перебазированного к этому времени из Порт-Артура в Советскую Гавань.
01.02.1957 г. 41-й ИАП, существующий по штату 98/517-В и вооружённый самолётами МиГ-17 модификаций «П» и «ПФ», был передан без одной АЭ из ВВС ТОФ в состав Совгаванской дивизии ПВО Отдельной Дальневосточной армии ПВО страны (приказ командира Совгаванской ВМБ № 002 от 08.01.1957 г.). Эскадрилья была преобразована в отдельную в/ч и передислоцирована на Сахалин.
В 1979 году полк переучивается и получает самолёты МиГ-23МЛ (МЛА), к концу года на аэродроме достраивается и вводится в эксплуатацию бетонная ВПП 2500 метров. В 1980 году 41-й ИАП был передан в состав 40-й истребительной авиационной дивизии ВВС Дальневосточного военного округа, а затем, в 1986 г. — в состав 11-й отдельной армии ПВО. Полку был придан отдельный батальон аэродромно-технического обеспечения в/ч 03114.
До 1981 г. 41-й полк, вооружённый самолётами МиГ-23МЛ, входил в состав 11-й дальневосточной Отдельной армии ПВО. В августе 1983 г. 41-й ИАП с аэродрома Постовая был перебазирован к новому месту дислокации на аэродром Буревестник на о. Итуруп (Курильские острова), п. Горный. Там полк сменил 308-й ИАП, вооружённый более старыми самолётами МиГ-21бис. ТЭЧ полка была перебазирована с Постовой на аэродром Сокол (Долинск) в 1984 году.
Данная ротация была вызвана осложнившейся с апреля 1983 г. военно-политической обстановкой в районе Курильских островов и участившимися провокациями со стороны палубной авиации ВМС США. Самолёты МиГ-21 были не в состоянии противостоять современным истребителям F-14 «Томкет», которыми были вооружены американские авианосцы. Назревающий нарыв прорвался 1 сентября 1983 г. инцидентом с южнокорейским «Боингом-747», который был сбит лётчиком 777-го ИАП 11-й А ПВО майором Г. Осиповичом.
Летом 1994 года под предлогом снятия с вооружения ВВС самолётов с одной двигательной установкой 308-й ИАП с Постовой, как и 41-й ИАП, базирующийся на Буревестнике, были расформированы. Самолёты обоих полков своим ходом перегнали на аэродром Дзёмги (Комсомольск-на-Амуре), где на пустыре в районе стоянки авиаполка их расставили в 3 линейки. В течение двух лет все МиГ-23 были варварски разграблены, смяты бульдозерами и окончательно сданы в лом. На Итурупе до настоящего времени (на 2015 год) в районе аэродрома лежат три брошенных МиГ-23-х.
В настоящее время на память о 41-м и 308-м истребительном полку возле здания бывшего штаба на аэродроме Постовая установлен МиГ-23МЛ борт № 75, возле Дома офицеров Флота в п. Заветы Ильича установлен Миг-21У борт № 72 и МиГ-17 борт № 601. Аэродром Постовая уже 20 лет как законсервирован и в меру сил поддерживается в рабочем состоянии (авиационная комендатура).

## Катастрофы в 41-м ИАП
26.11.1943 года. Катастрофа И-16, лётчик л-т Жердев В. Г. погиб.
05.04.1944 г. днём при выполнении полёта на воздушную стрельбу потерпел катастрофу самолёт И-16 тип 24, пилотируемый лётчиком 2-й АЭ мл. лейтенантом Еськиным Василием Андреевичем. После произведения трёх атак по конусу пилот был направлен руководителем полётов на посадку на аэродром Постовая. Из-за неточного расчёта и перетягивания самолёт был отправлен на второй, а затем и на третий круг. Пройдя немного параллельно старта, лётчик стал выполнять разворот. Выйдя из разворота на посадочную прямую, самолёт сделал левый переворот, и с высоты 100—120 метров, с углом 50-60 градусов, ударился о землю. Самолёт разбит, лётчик погиб.
18.07.1945 г. днём в ПМУ произошла катастрофа самолёта ЛаГГ-3, пилотируемого лётчиком 2-й АЭ мл. лейтенантом Хамидулиным Р. З. Выполняя задание на полигоне, во время бомбометания с высоты 2000 метров лётчик ввёл самолёт в пикирование и сбросил бомбы. При выходе из пикирования на высоте 1200 метров самолёт перевернулся на спину и с углом 50-60 градусов упал в залив Советская Гавань в 1 км северо-западнее полигона, в 500—600 метров северо-восточнее острова Тулло. Самолёт затонул, лётчик погиб. Обломки самолёта были обнаружены через 30 минут партией ЭПРОНа.
22.05.1948 г. в районе Советской Гавани произошла катастрофа самолёта Ла-7, в которой погиб помощник командира полка майор Горячев Василий Андреевич. Самолёт оказался в зоне воздушной стрельбы другого Ла-7, который пилотировал ГСС майор Д. М. Татаренко. В результате непреднамеренного обстрела самолёт Горячева упал в море в 4-5 км на траверзе м. Токи.
30.01.1951 г. сразу после взлёта из-за отказа двигателя произошла катастрофа учебно-тренировочного самолёта Як-11, в которой погибли лётчики лейтенант Николаев Николай Иванович (числился по документам в 42-м ИАП, гарнизон Знаменское, фактически служил в 41-м ИАП) и командир звена ст. лейтенант Терещенко Михаил Иванович.
26.05.1951 г. произошла катастрофа самолёта МиГ-15, пилотируемого командиром эскадрильи капитаном П. И. Баскаковым (ветераны 41-го ИАП отрицают факт данной катастрофы, очевидно лётчик фактически проходил службу в другом полку).
27.10.1953 г. днём в СМУ при выполнении полкового вылета (36 машин) с аэродрома Постовая на Сахалин и обратно произошла катастрофа самолёта МиГ-17, пилотируемого ст. лейтенантом Кононовым Аркадием Павловичем. На возвращении на свой аэродром звено П. С. Сафонова отрабатывало воздушный бой, разбившись на пары (Сафонов — Кононов и Буренко — Ханов). В условиях ограниченной видимости из-за сильной дымки МиГ-17 А. Кононова пропал без вести над Татарским проливом. Причина катастрофы не была установлена (предположительно из-за потери лётчиком контроля за управлением самолётом либо потери сознания от перегрузки на пилотаже)
26.06.1954 г. днём дежурная пара МиГ-17 была поднята на перехват Ли-2, летевшего на Сахалин и уклонившегося от маршрута. По возвращении домой, при заходе на посадку на аэродроме Знаменское самолёты, пилотируемые ст. лейтенантом Королевым В. А. и лейтенантом Семёновым А. П. попали в полосу дыма от лесных пожаров. Ведущий ст. лейтенант В.Королев сумел произвести нормальную посадку, но двигатель его самолёта остановился в конце пробега из-за полной выработки топлива. Ведомому лейтенанту А. П. Семёнову после двух заходов не удалось увидеть полосу. Ему была дана команда руководителем полётов заместителем командира полка подполковником Хвацевым набрать высоту и катапультироваться. Лётчик не решился на катапультирование. Израсходовав топливо, он посадил самолёт на воду в бухте Постовая и утонул с самолётом, не сумев выбраться.

## Командиры полка
- Дижевский А.Я.
- Яковлев И.С.
- Карпиков И.А.
- Долматеня
- Литвинов В.А.
- ГСС Покровский В. П. (сентябрь—декабрь 1954 г.)[1]
- Петренко В.Л.
- Питерский Л.
- Рубцов А.И.
- Стремоус
- Бойко

## Интересные факты
Уже после передачи в структуру ПВО в полку продолжала существовать традиция посвящения в моряки, с торжественным вручением тельняшек. До самого своего расформирования в полку было боевое знамя ВВС ВМФ.